# Versurigidae
Versurigidae is een monotypische familie van neteldieren uit de klasse van de schijfkwallen (Scyphozoa).

## Geslachten
- Versuriga Kramp, 1961